# Victor Heerman

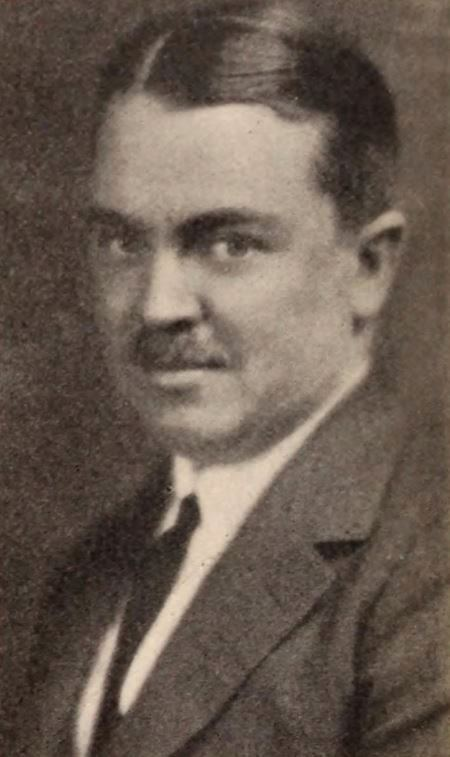
Victor Heerman (1920)

Victor Heerman (* 27. August 1893 in Surrey, Großbritannien; † 3. November 1977 in Los Angeles, Kalifornien, USA) war ein US-amerikanischer Filmregisseur und Drehbuchautor britischer Abstammung.

## Leben
Victor Heerman und seine drei Geschwister wuchsen ohne Vater auf. Seine Mutter war Angestellte im Kostümfundus beim Theater. Um die Jahrhundertwende zog sie mit ihren Kindern in die USA und nahm eine Stellung als Chefkostümbildnerin bei David Belasco an. Heerman zog 1911 nach Hollywood, um in der Filmindustrie zu arbeiten. Für Mack Sennett schrieb und inszenierte er Zweiakter. Anfang der 1930er-Jahre drehte er seine letzten Filme als Regisseur und arbeitete anschließend als Drehbuchautor.
Als Victor Heerman mit Douglas Fairbanks sr. in Arizona arbeitete, lernte er Sarah Y. Mason kennen, die er 1920 heiratete. Aus der Ehe gingen zwei Kinder hervor. Das Ehepaar arbeitete vorwiegend als Autorenduo. Zusammen erhielten sie bei der Oscarverleihung 1934 den Oscar für das beste adaptierte Drehbuch für Vier Schwestern.

## Filmografie (Auswahl)
- 1930: Animal Crackers – Regie
- 1930: Paramount-Parade (Paramount on Parade) – Mitregie
- 1933: Vier Schwestern (Little Women) – Drehbuch
- 1934: The Age of Innocence – Drehbuch
- 1934: Frauen am Scheidewege (Imitation of Life) – Drehbuch
- 1934: The Little Minister – Drehbuch
- 1935: Break of Hearts – Drehbuch
- 1935: Magnificent Obsession – Drehbuch
- 1937: Stella Dallas – Drehbuch
- 1939: Golden Boy – Drehbuch
- 1949: Kleine tapfere Jo (Little Women) – Drehbuch
- 1954: Die wunderbare Macht (Magnificent Obsession) – Drehbuch

## Auszeichnungen
- 1934: Oscar in der Kategorie Bestes Drehbuch zusammen mit Sarah Y. Mason für Vier Schwestern.